# Talofa Airways
Talofa Airways ist eine private Fluggesellschaft in Samoa. Sie hat ihren Hauptsitz in Apia und Heimatbasis auf dem Flughafen Fagali’i. Der Name stammt von der samoanischen Begrüßung Talofa.

## Geschichte
Talofa Airways wurde im Jahr 2016 von Toleafoa Jeffrey Hunter gegründet, der zuvor als Pilot für verschiedene Fluggesellschaft im südpazifischen Raum tätig war und seit 1996 in Samoa lebt. Mit der Planung und Finanzierung seines Unternehmens begann er im Jahr 2002. Toleafoa Jeffrey Hunter erwarb zwei Rockwell 690B Turbo Commander, die er im Frühjahr 2016 aus den USA nach Samoa überführte.
Die offizielle Vorstellung von Talofa Airways fand am 22. August 2016 auf dem Flughafen Fagali’i statt, der dem Unternehmen als operative Basis dient. Der Erstflug wurde am 29. August desselben Jahres durchgeführt. Zunächst nahm das Unternehmen planmäßige Verbindungen nach Pago Pago in Amerikanisch-Samoa auf. Seit dem 1. Juli 2017 fliegt die Gesellschaft auch Fuaʻamotu (Tonga) im Linienverkehr an.
Am 25. April 2018 stellte Talofa Airways ihren Betrieb ein, weil eine Rockwell 690B Turbo Commander durch einen Fahrwerksbruch seit Januar 2018 ausgefallen war und die zweite wegen einer überhitzten Bremse ebenfalls repariert werden musste. Eine erneute Betriebsaufnahme ist mit zwei Ersatzmaschinen geplant.

## Flugziele
Talofa Airways bedient vom Flughafen Fagali’i eine Inlandsroute nach Faleolo und fliegt international Pago Pago in Amerikanisch-Samoa sowie Fuaʻamotu in Tonga an.

## Flotte
Im Jahre 2022 verfügte Talofa Airways über ein Flugzeug:
| Flugzeugtyp                   | Anzahl | bestellt | Anmerkungen | Sitzplätze |
| ----------------------------- | ------ | -------- | ----------- | ---------- |
| Rockwell 690B Turbo Commander | 1      |          |             | 9          |